# Otto Bütschli
Johann Adam Otto Bütschli est un biologiste allemand, né le 3 mai 1848 à Francfort-sur-le-Main et mort le 3 février 1920 à Heidelberg.
Il est connu comme naturaliste, botaniste (ptéridologiste, phycologue), zoologiste (entomologiste) et microbiologiste.
Son abréviation d'auteur standard en taxonomie végétale est Buetschli.

## Biographie

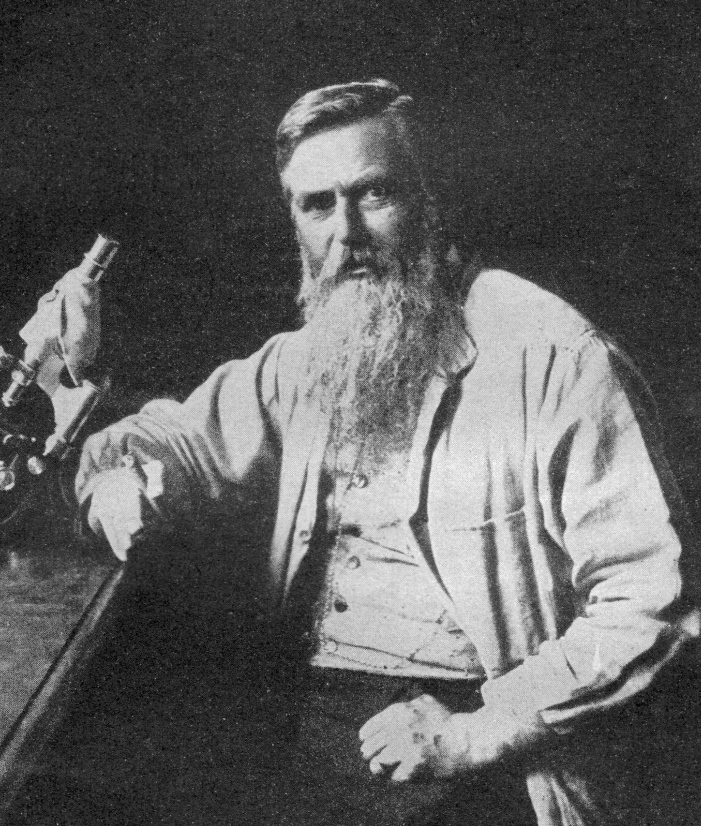
Otto Bütschli, 1895

Fils de Friedrich Bütschli, confiseur[réf. nécessaire] d'origine suisse, et de Caroline Kullmann, allemande, il fait des études dans diverses universités allemandes notamment à Francfort en 1864 où il étudie principalement la minéralogie, la chimie et la paléontologie. En 1865-1866 il est l'assistant de Karl Alfred von Zittel (1839-1904) en géologie et paléontologie, soit à Francfort soit au Polytechnikum de Karlsruhe (aujourd'hui l'université de Karlsruhe)[réf. nécessaire].
En 1866 il rejoint l'université de Heidelberg où il devient l'assistant de Robert Wilhelm Bunsen (1811-1899) en chimie. A l'âge de 19 ans il passe ses examens en minéralogie, chimie, paléontologie et zoologie. Il obtient son doctorat à Heidelberg. Puis il sert dans l'armée pendant un an.
En 1869, il devient l'assistant du zoologue et parasitologue Rudolf Leuckart (1822-1898) à l'université de Leipzig ; il commence à s'intéresser notamment à l'ontogénèse des nématodes. Survient la guerre franco-prussienne (1870–1871), pendant laquelle il sert comme officier.
A la fin de la guerre il s'installe à Francfort et y continue ses études en privé,
,,.
En 1873-1874 il est l'assistant de Karl August Möbius, fondateur de l'écologie marine, à l'université de Kiel, où il étudie les infusoires. Parmi ses travaux de cette période se trouve une monographie sur les nématodes libres ; sur la base de cette publication il découvre et décrit plus tard, en 1875 et 1876, les principales caractéristiques de la division cellulaire (mitose). Puis il retourne à son laboratoire privé de Francfort jusqu'en 1876.
En octobre 1876, il est habilité au Polytechnikum de Karlsruhe et y travaille en tant que privatdozent.
En 1878, sur la recommandation du zoologue Karl Gegenbaur, il est nommé professeur titulaire en zoologie et en paléontologie[réf. nécessaire] à l'université de Heidelberg, où il enseigne pendant 40 ans.

De 1878 à 1914 il y enseigne à plus de 40 étudiants russes, qui forment subséquemment la base du savoir scientifique russe  au début du XXe siècle dans le domaine des protozoaires et de la zoologie des invertébrés. Ils incluent Vladimir Shevyakov (1859–1930, zoologue-protistologue), Nikolai Adelung (de) (zoologue), Wladimir W. Redikortzeff (1873–1942, zoologue), Mikhail M. Novikoff (1876–1965, zoologue et histologue), Prof. Alexander S. Schepot’eff (1879–1937, zoologue des invertébrés), Wladimir W. Stanchinsky (1882–1942, zoologue des invertébrés et écologiste), Sergei S. Tchakhotin (1883–1973, biophysicien), Ivan P. Pavlov, Aleksei Zavarzin (en),, et en a inspiré d'autres comme Nikolai Konstantinovich Kol'tsov. Parmi ses étudiants allemands on compte Friedrich Blochmann (en) (1858-1931, zoologue), August Schuberg (de) (1865-1939, zoologue), Richard Goldschmidt (1878-1958, généticien), Max Hartmann (en) (1876-1962, biologiste), Robert Lauterborn (en) (1869-1952, botaniste, limnologue et protozoologue), Clara Hamberger (1873-1945, botaniste).
Il épouse Hedwig Hoffmann (1856–1879) avec qui il a une fille, Hedwig (1879–1914), qui devient par mariage Hedwig Linz. Après la mort de sa femme il épouse en secondes noces Mathilde Lange (1856–1930), avec qui il a deux autres filles : Luise et Margarethe.
Mort le 3 février 1920 à Heidelberg, il est enterré à Karlsruhe où sa tombe porte une sculpture par Otto Feist (de) (1872–1939) ; cette œuvre est installée en 1923 ou 1924 sur l'initiative de Mikhail M. Novikoff et Mikhail N. Rymsky-Korsakoff (en).

## Travaux remarquables
Il publie le premier traité scientifique compréhensif sur les protozoaires ; il est notamment l'auteur de la partie sur les protozoaires dans le Klassen und Ordnungen des Thier-Reichs de Heinrich Georg Bronn (1880–1889) : republié en trois volumes à Leipzig, cet ouvrage monumental (plus de deux mille pages et soixante-dix-neuf planches) est une étape majeure dans l'histoire de l'étude des protozoaires.

Bütschli découvre le processus de la mitose,. Il est le premier à reconnaître les chromosomes. Il est également le premier à comprendre et interpréter correctement la conjugaison des protistes ciliés (Ciliophora) (1876) et est considéré comme l'architecte de la protistologie moderne.

Son travail sur la structure du protoplasme (cytoplasme) fait preuve de ses connaissances en chimie colloïdale et physique. Il publie en 1892 un classique dans ce domaine, où il décrit sa théorie de la structure du cytoplasme alvéolaire, qui sur certains points correspond au concept actuel de la matrice cellulaire.
Plus tard, ses recherches sont principalement orientées vers la microphysique et la microchimie de la « matière vivante » et d'autres structures ; elles mènent à des découvertes fondamentales dans le domaine de la chimie colloïdale et de la physique. Il travaille aussi à la publication de son cours d'anatomie comparée, publié en quatre parties en 1910, 1912, 1921 et 1924 ; son assistante Clara Hamberger publie les parties 5 et 6 en 1931 et 1934. Son étudiant Sergei S. Tchakhotin traduit la première partie en russe.
Il est aussi reconnu comme bon professeur. Ayant enseigné pendant de si nombreuses années à Heidelberg, il a pendant longtemps fait de cette université la Mecque des protozoologues.
Ses travaux sur la croissance et la structure du protoplasme ainsi que sur la systématique des protozoaires portent l'empreinte de son maître Rudolf Leuckart.[réf. nécessaire]

## Honneurs

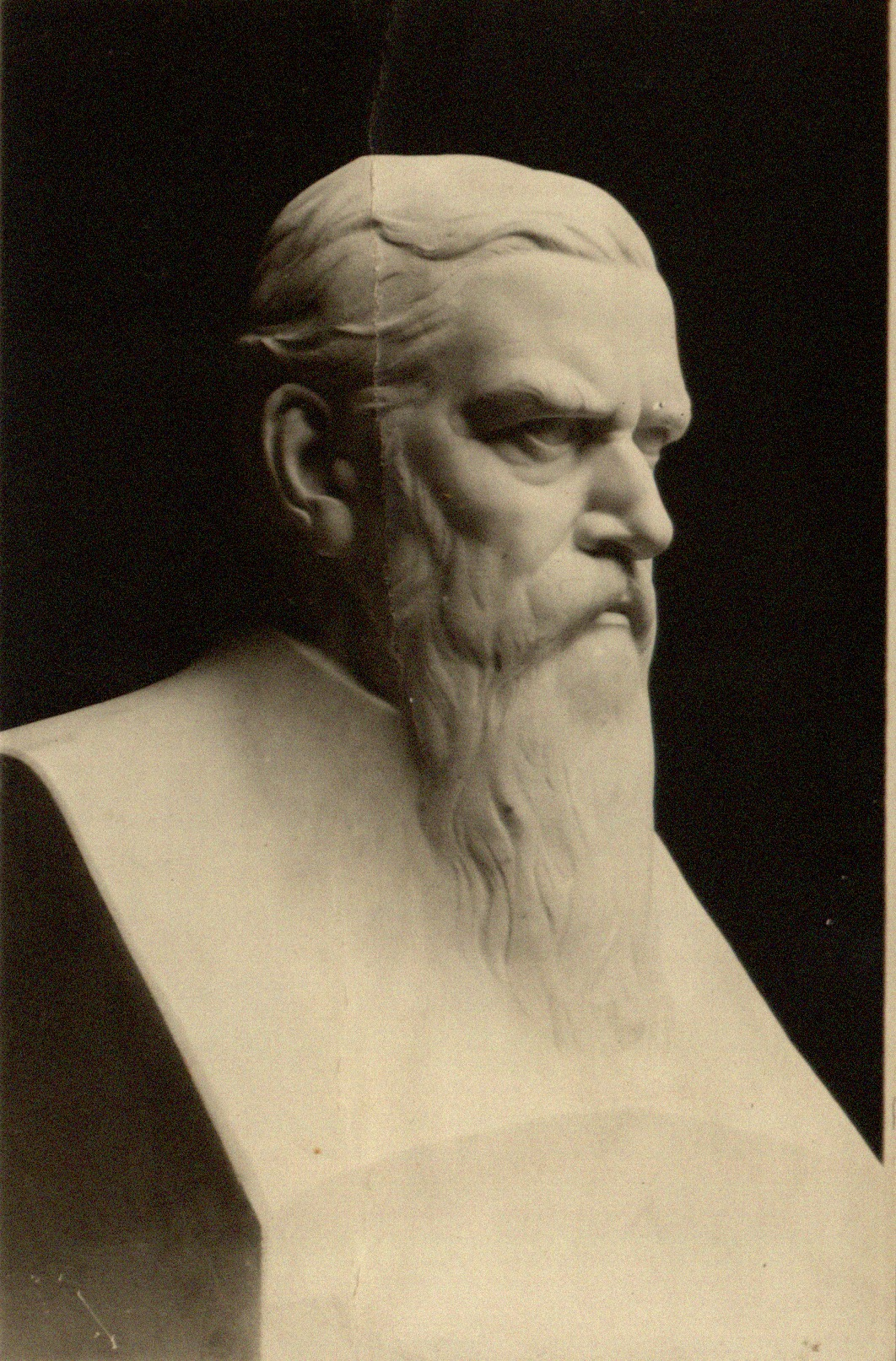
Buste d'O. Bütschli par Georg Mohr à l'institut de zoologie de l'université d'Heigelberg

En 1895 il devient membre correspondant de l'académie impériale des sciences de Saint-Pétersbourg ; il est élu membre honoraire des universités de Moscou et de Saint-Pétersbourg en 1903, en célébration du 25e anniversaire de son enseignement à Heidelberg.
Il reçoit la médaille linnéenne en 1914.[réf. nécessaire]
Charles Milton et Joseph M. Axelrod décrivent en 1947 le minéral de formule K2Ca(CO3)2 et le nomment bütschliite (de)

## Publications
Il fait paraître 124 publications dont la liste est compilée par son élève et assistante Clara Humburger.[réf. nécessaire] Quelques-uns d'entre ces écrits :
- [1876] (de) Studien über die ersten Entwicklungsvorgänge der Eizelle, die Zelltheilung und die Conjugation der Infusorien [« Études sur les premiers processus de développement de l'ovule, la réparation cellulaire et la conjugaison des infusoires »] (monographie), Frankfurt, éd. Christian Winter, 1876, 15 pl. + 250, sur biodiversitylibrary.org (lire en ligne).

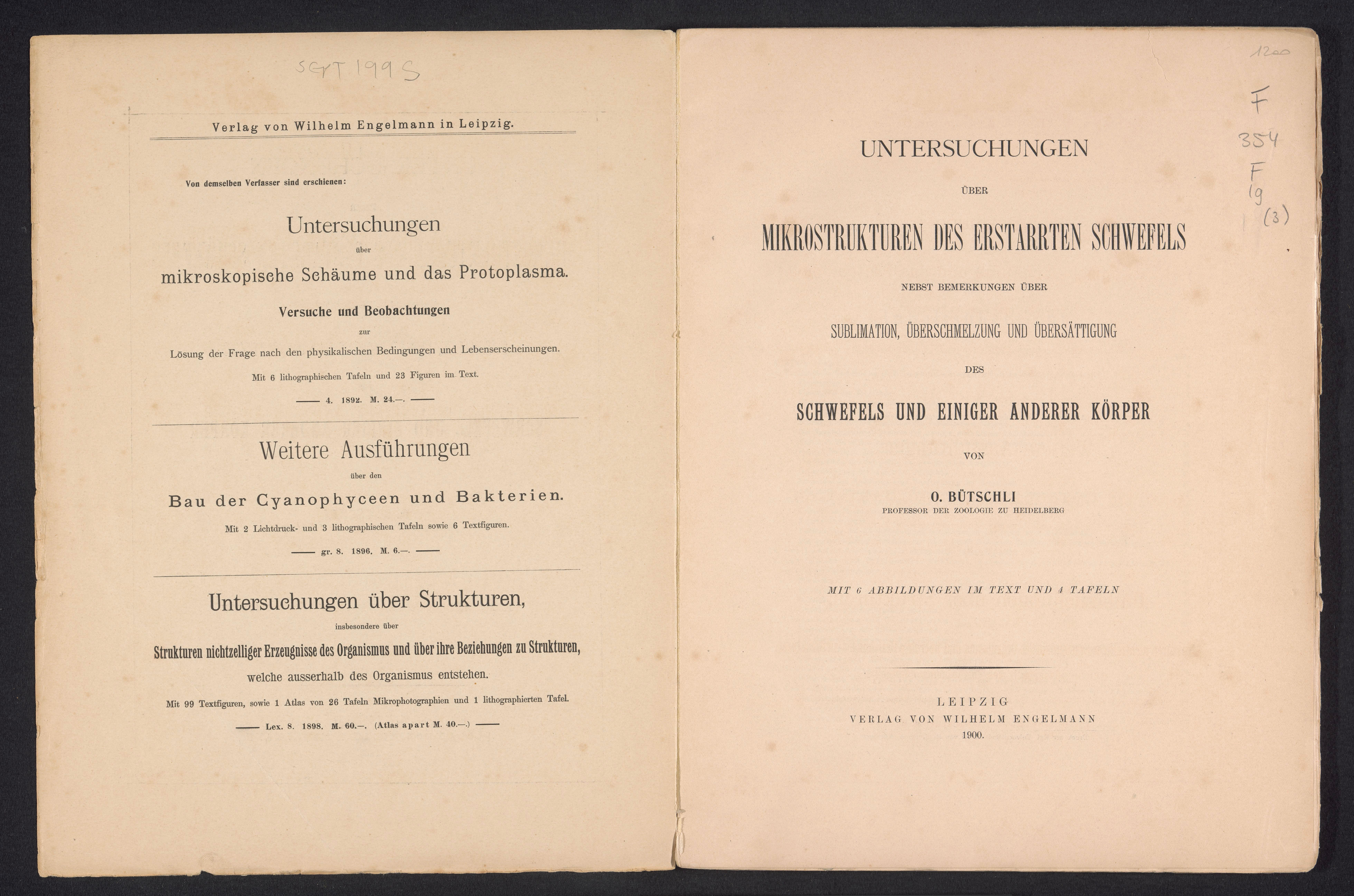
Untersuchungen über Mikrostrukturen des erstarrten Schwefels nebst Bemerkungen über Sublimation (1900)

- [1880-1882] (de) Protozoa (1er vol. de Klassen und Ordnungen des Thier-Reichs de H.G. Bronn. 1re section: Sarkodina und Sporozoa), Leipzig et Heidelberg, éd. C.F. WInter, 1880-1882, 87 p., sur biodiversitylibrary.org (lire en ligne)[n 5].
- [1890] (de) Über den Bau der Bacterien und verwandter Organismen [« Sur la construction des bactéries et des organismes apparentés »] (conférence donnée le 6 décembre 1889 à l'Association d'histoire naturelle et de médecine de Heidelberg), Leipzig, éd. C. . Winter, 1890, 37 p., sur biodiversitylibrary.org (lire en ligne).
- [1892 (trad. angl. 1894)] (en) Investigations on microscopic foams and on protoplasm. Experiments & observations directed towards a solution of the physical conditions of the phenomena of life [« Untersuchungen über mikroskopische Schäume und das Protoplasma; Versuche und Beobachtungen zur Lösung der Frage nach den Physikalischen Bedungen der Lebenserscheinungen »]  (trad. E. A. Minchin (en)), London, Adam & Charles Black, 1894 (1re éd. 1892 en allemand), 379 p., sur biodiversitylibrary.org (lire en ligne).
- [1896] (de) Weitere Ausführungen über den Bau der Cyanophyceen und Bacterien : im Anschlusse an meine Abhandlung aus dem Jahre 1890 [« Informations complémentaires sur la construction des cyanophycées et des bactéries : suite à mon traité de 1890 »], éd. Wilhelm Engelmann, 1896, 87 p., sur books.google.fr (lire en ligne).
- [1900] (de) Untersuchungen über Mikrostrukturen des erstarrten Schwefels nebst Bemerkungen über Sublimation [« Études sur les microstructures du soufre solidifié et observations sur la sublimation »] (monographie), Leipzig, éd. Wilhelm Engelmann, 1900, 4 pl., iv + 96 (présentation en ligne).
- [1901] (de) Mechanismus und Vitalismus [« Mécanisme et vitalisme »] (monographie), Leipzig, éd. Wilhelm Engelmann, 1901, 107 p., sur biodiversitylibrary.org (lire en ligne).
- [1921] (de) Vorlesungen über vergleichende Anatomie [« Conférences sur l'anatomie comparée »] (monographie), Berlin, éd. Julius Springer, 1921, XIV (table des matières) + 931, sur biodiversitylibrary.org (lire en ligne).